# Michaela Peponis
Michaela Peponis (* 9. Juli 1970 in Hagen) ist eine deutsche politische Beamtin. Seit 2025 ist sie Staatsrätin der Hamburger Behörde für Schule, Familie und Berufsbildung mit Zuständigkeit für den Bereich Familie und Jugend.

## Leben
Peponis absolvierte ein Studium der Psychologie sowie der klinischen Psychologie und Psychotherapie an der Ruhr-Universität Bochum. 1994 erhielt sie die Approbation als Psychologische Psychotherapeutin sowie Kinder- und Jugendlichenpsychotherapeutin und war in der Folge bis 1999 als Stationspsychologin in der Klinik für Kinder- und Jugendpsychiatrie und -psychotherapie der Haardklinik in Marl-Sinsen tätig. Ab 1998 war sie zudem für den Aufbau einer Tagesklinik für Kinder- und Jugendpsychiatrie und -psychotherapie in Coesfeld zuständig, deren psychologische Leitung sie bis 2006 innehatte.
2007 wechselte Peponis in die öffentliche Verwaltung und war zunächst bis 2010 als Leiterin der Regionalen Schulberatungsstelle im Kreis Coesfeld tätig. Nachdem sie von 2010 bis 2011 die Regionale Beratungs- und Unterstützungsstelle (REBUS) im Hamburger Bezirk Eimsbüttel geleitet hatte, war sie von 2011 bis 2012 als Leiterin der REBUS in Wandsbek-Süd tätig und fungierte als ministerielle Referentin für Schulpsychologie zudem als stellvertretende REBUS-Gesamtleitung. 2012 übernahm sie kommissarisch die Gesamtleitung, wechselte jedoch im selben Jahr noch in das Referat für Inklusion in der Hamburger Behörde für Schule und Berufsbildung. Dort war sie zunächst in der Aufsicht für die Regionalen Bildungs- und Beratungszentren bzw. Bildungs- und Beratungszentren tätig. 2013 übernahm sie die Leitung des Aufsichtsreferats und übte die Position bis 2021 aus, ehe sie die Leitung der Abteilung Inklusive Bildung übernahm.
Im Zuge der Bildung des Senats Tschentscher III wurde Peponis im Mai 2025 zur Staatsrätin für den Bereich Familie und Jugend in der von Senatorin Ksenija Bekeris geleiteten Behörde für Schule, Familie und Berufsbildung ernannt.